# چینی (اوجار)
چینی (به لاتین: Çiyni) یک منطقه مسکونی در جمهوری آذربایجان است که در شهرستان اوجار واقع شده است.